# Az 1968. évi téli olimpia magyarországi résztvevőinek listája
Az 1968. évi téli olimpiai játékokon a magyar csapat tagjaként 8 férfi és 2 női sportoló vett részt. Az olimpia műsorán szereplő tíz sportág ill. szakág közül négyben indult magyar versenyző. A magyarországi résztvevők száma az egyes sportágakban ill. szakágakban a következő (zárójelben a magyar indulókkal rendezett versenyszámok száma, kiemelve az egyes oszlopokban előforduló legmagasabb érték, vagy értékek):
| Sportág, szakág    | Helyezések száma | Helyezések száma | Helyezések száma | Helyezések száma | Helyezések száma | Helyezések száma | Olimpiai pont | Magyar résztvevő | Magyar résztvevő | Magyar résztvevő |
| Sportág, szakág    | 1.               | 2.               | 3.               | 4.               | 5.               | 6.               | Olimpiai pont | Férfi            | Nő               | Össz.            |
| Gyorskorcsolya (4) | 0                | 0                | 0                | 0                | 0                | 0                | 0             | 3                | 0                | 3                |
| Műkorcsolya (2)    | 0                | 0                | 0                | 0                | 0                | 1                | 1             | 1                | 1                | 2                |
| Sífutás (5)        | 0                | 0                | 0                | 0                | 0                | 0                | 0             | 2                | 1                | 3                |
| Síugrás (2)        | 0                | 0                | 0                | 0                | 0                | 0                | 0             | 2                | 0                | 2                |
|                    |                  |                  |                  |                  |                  |                  |               |                  |                  |                  |
| Összesen           | 0                | 0                | 0                | 0                | 0                | 1                | 1             | 8                | 2                | 10               |

## ABC-rendi bontás
A következő táblázat ABC-rendben sorolja fel azokat a magyarországi sportolókat, akik az olimpián részt vettek. Lásd még: sportágankénti ill. szakágankénti bontás.
| Ábécé szerinti tartalomjegyzék                                                                           |
| --- |
| A, Á B C Cs D Dz Dzs E, É F G Gy H I, Í J K L Ly M N Ny O, Ó Ö, Ő P Q R S Sz T Ty U, Ú Ü, Ű V W X Y Z Zs |

| Sportoló | Sportág, szakág | Versenyszám | Helyezés (elért eredmény) |

## A
| Almássy Zsuzsa | műkorcsolya | női egyéni | 6. hely (57/195,22) |

## B
| Balázs Éva | sífutás | női 5 km  | 27. hely (18:05,8) |
| Balázs Éva | sífutás | női 10 km | 24. hely (40:58,3) |

## É
| Ébert Jenő | műkorcsolya | férfi egyéni | 19. hely (180/177,27) |

## G
| Gellér László | síugrás | normálsánc | 34. hely (189,6) |
| Gellér László | síugrás | nagysánc   | 19. hely (191,3) |
| Gellér Mihály | síugrás | normálsánc | 58. hely (129,0) |
| Gellér Mihály | síugrás | nagysánc   | 56. hely (137,8) |

## H
| Holéczy Tibor | sífutás | férfi 15 km | 49. hely (49:59,8)   |
| Holéczy Tibor | sífutás | férfi 30 km | 57. hely (1:51:42,0) |
| Holéczy Tibor | sífutás | férfi 50 km | 42. hely (2:45:38,0) |
| Holló Miklós  | sífutás | férfi 15 km | 64. hely (51:20,5)   |
| Holló Miklós  | sífutás | férfi 30 km | 59. hely (1:53:41,1) |
| Holló Miklós  | sífutás | férfi 50 km | 45. hely (2:51:24,1) |

## I
| Ivánkai György | gyorskorcsolya | férfi 1500 m   | 29. hely (2:12,6)  |
| Ivánkai György | gyorskorcsolya | férfi 5000 m   | 31. hely (8:07,5)  |
| Ivánkai György | gyorskorcsolya | férfi 10 000 m | 27. hely (17:36,2) |

## M
| Martos György | gyorskorcsolya | férfi 500 m  | 38. hely (43,0)   |
| Martos György | gyorskorcsolya | férfi 1500 m | 27. hely (2:12,2) |
| Martos Mihály | gyorskorcsolya | férfi 500 m  | 31. hely (42,5)   |
| Martos Mihály | gyorskorcsolya | férfi 1500 m | 45. hely (2:15,8) |

## Sportágankénti ill. szakágankénti bontás
A következő táblázat sportáganként sorolja fel azokat a magyarországi sportolókat, akik az olimpián részt vettek. Lásd még: ABC-rendi bontás.
| Gyorskorcsolya | Műkorcsolya | Sífutás | Síugrás |

| Versenyszám | Sportoló | Helyezés (elért eredmény) |

## Gyorskorcsolya
| férfi 500 m    | Martos György  | 38. hely (43,0)    |
| férfi 500 m    | Martos Mihály  | 31. hely (42,5)    |
| férfi 1500 m   | Ivánkai György | 29. hely (2:12,6)  |
| férfi 1500 m   | Martos György  | 27. hely (2:12,2)  |
| férfi 1500 m   | Martos Mihály  | 45. hely (2:15,8)  |
| férfi 5000 m   | Ivánkai György | 31. hely (8:07,5)  |
| férfi 10 000 m | Ivánkai György | 27. hely (17:36,2) |

## Műkorcsolya
| férfi egyéni | Ébert Jenő     | 19. hely (180/177,27) |
| női egyéni   | Almássy Zsuzsa | 6. hely (57/195,22)   |

## Sífutás
| férfi 15 km | Holéczy Tibor | 49. hely (49:59,8)   |
| férfi 15 km | Holló Miklós  | 64. hely (51:20,5)   |
| férfi 30 km | Holéczy Tibor | 57. hely (1:51:42,0) |
| férfi 30 km | Holló Miklós  | 59. hely (1:53:41,1) |
| férfi 50 km | Holéczy Tibor | 42. hely (2:45:38,0) |
| férfi 50 km | Holló Miklós  | 45. hely (2:51:24,1) |
| női 5 km    | Balázs Éva    | 27. hely (18:05,8)   |
| női 10 km   | Balázs Éva    | 24. hely (40:58,3)   |

## Síugrás
| normálsánc | Gellér László | 34. hely (189,6) |
| normálsánc | Gellér Mihály | 58. hely (129,0) |
| nagysánc   | Gellér László | 19. hely (191,3) |
| nagysánc   | Gellér Mihály | 56. hely (137,8) |